# OS X Mountain Lion
OS X Mountain Lion, deutsch Berglöwe, ist als Version 10.8 die neunte Hauptversion von macOS, dem Desktop-Betriebssystem von Apple. Mit dieser Ausgabe wurde die ursprünglich als „Mac OS X“ eingeführte Systemlinie in „OS X“ umbenannt, das „Mac“ im Namen entfiel. Diese Hauptversion folgte auf Mac OS X Lion, wurde am 25. Juli 2012 veröffentlicht und kostete 22 Euro, bevor es seit Mitte 2021 kostenlos zum Download verfügbar gemacht wurde. Sie setzt die mit dem Vorgänger begonnene Integration von Software für und Gestaltungskonzepten aus iOS fort.
Mountain Lion wurde ausschließlich über den Mac App Store, zu einem Preis von 17,99 Euro (entspricht inflationsbereinigt 2025 rund 23 €) bzw. 20 Franken (2025: ≈ 20 CHF), vertrieben. Dieser Distributionsweg war bereits mit der Vorgängerversion eingeführt worden, die allerdings auch noch auf einem USB-Speichermedium erhältlich war. In den ersten vier Tagen nach Veröffentlichungen wurden drei Millionen Kopien der Software verkauft, bis Mitte September 2012 sieben Millionen Kopien.
Das Betriebssystem wurde am 16. Februar 2012 als Beta-Version erstmals der Öffentlichkeit vorgestellt. Die erste Entwicklervorschau wurde am selben Tag veröffentlicht.
Die letzte Aktualisierung ist Version 10.8.5 vom 12. September 2013. Am 22. Oktober 2013 wurde OS X Mavericks, Version 10.9, als Nachfolger veröffentlicht.

## Änderungen und Neuerungen (Auswahl)
- Systemweite AirPlay-Unterstützung, bisher war dies nur für Audioinhalte in iTunes möglich (nur auf neueren Computermodellen)[8]
- Systemweite AirPlay-Unterstützung für Audioinhalte, einschließlich Synchronisation von QuickTime-Videos (auf allen Modellen)
- Umfassendere Integration des Cloud-Computing-Dienstes iCloud
- Diktierfunktion (Spracherkennung wird auf Apple-Servern ausgeführt)[9]
- Integration des Spiele-Netzwerks Game Center
- Messages (Nachrichten), Instant Messaging, ersetzt iChat, unterstützt ebenfalls iMessage, als Beta-Version bereits für „Lion“ verfügbar
- Erinnerungen, Aufgabenverwaltung
- Mitteilungszentrale, systemweiter Benachrichtigungsdienst
- Notizen, Programm zur Verwaltung von Notizen, bisher in Mail integriert
- Gatekeeper, Hintergrunddienst zur optionalen Einschränkung der Installationsquellen von Drittanbieter-Software, Überwachung von Programmstarts[10]
- Integration des Kurznachrichtendienstes Twitter[11] und des sozialen Netzwerks Facebook
- Power Nap – Backup und Synchronisation im Ruhemodus, nur auf ausgewählten aktuellen Computermodellen[9]
- Das bisher eigenständige Programm Softwareaktualisierung wird in den Mac App Store integriert[12]
- Safari 6, überarbeitete Suchfunktion via Adressleiste, Synchronisation von geöffneten Webseiten (Tabs) mit Safari auf iOS-Geräten[9]
- erweiterte Chinesisch-Unterstützung (Eingabemethoden, Schriftarten, Wörterbuch)[9]
- RSS-Unterstützung im E-Mail-Programm und dem Browser Safari entfällt[13]
- X11.app ist nicht länger Bestandteil des Betriebssystems, Apple unterstützt stattdessen die Weiterentwicklung von XQuartz und leitet auf dieses Projekt weiter[14]

## Systemanforderungen
OS X Mountain Lion setzt folgende Hardware voraus:
- iMac (ab fünfte Generation, August 2007)
- MacBook (ab 13″-Unibody-Modell, 2008, ab 13″-Modell, Anfang 2009)
- MacBook Pro (ab 13″-Modell, siebte Generation Juni 2009; ab 15″- und 17″-Modell, dritte Generation Juni 2007)
- MacBook Air (ab Ende 2008)
- Mac mini (ab dritte Generation März 2009)
- Mac Pro (ab Januar 2008)
- Xserve (ab Frühjahr 2009)

## Versionsgeschichte
| OS-X-Version | -Build      | Darwin-Version | Erscheinungsdatum  | Anmerkung                                                                                |
| ------------ | ----------- | -------------- | ------------------ | ---------------------------------------------------------------------------------------- |
| 10.8         | 12A269      | 12.0.0         | 25. Juli 2012      | Erste veröffentlichte Version                                                            |
| 10.8.1       | 12B19       | 12.1.0         | 23. August 2012    | Fehlerbehebungen, Sicherheitsupdates                                                     |
| 10.8.2       | 12C54       | 12.2.0         | 19. September 2012 | Fehlerbehebungen, Sicherheitsupdates, Facebook-Integration                               |
| 10.8.3       | 12D78       | 12.3.0         | 14. März 2013      | Fehlerbehebungen, Sicherheitsupdates, Windows-8-Unterstützung in Boot Camp, Safari 6.0.3 |
| 10.8.4       | 12E55       | 12.4.0         | 4. Juni 2013       | Fehlerbehebungen, Sicherheitsupdates, Safari 6.0.5                                       |
| 10.8.5       | 12F37/12F45 | 12.5.0         | 3. Oktober 2013    | Fehlerbehebungen, Sicherheitsupdates                                                     |
| 10.8.5       | 12F37/12F45 | 12.5.0         | 27. Januar 2015    | Sicherheitsupdate 2015-001                                                               |
| 10.8.5       | 12F37/12F45 | 12.5.0         | 9. März 2015       | Sicherheitsupdate 2015-002                                                               |
| 10.8.5       | 12F37/12F45 | 12.5.0         | 19. März 2015      | Für OS X Mountain Lion wurde das Sicherheitsupdate 2015-003 übersprungen.                |
| 10.8.5       | 12F37/12F45 | 12.5.0         | 8. April 2015      | Sicherheitsupdate 2015-004                                                               |
| 10.8.5       | 12F37/12F45 | 12.5.0         | 30. Juni 2015      | Sicherheitsupdate 2015-005                                                               |
| 10.8.5       | 12F37/12F45 | 12.5.0         | 13. August 2015    | Sicherheitsupdate 2015-006                                                               |